# La Grée-Saint-Laurent
La Grée-Saint-Laurent (bret. Ar C'hrav-Sant-Laorañs) – miejscowość i gmina we Francji, w regionie Bretania, w departamencie Morbihan.
Według danych na rok 1990 gminę zamieszkiwało 279 osób, a gęstość zaludnienia wynosiła 35 osób/km² (wśród 1269 gmin Bretanii La Grée-Saint-Laurent plasuje się na 954. miejscu pod względem liczby ludności, natomiast pod względem powierzchni na miejscu 911.).